# TMEM175
TMEM175 (англ. Transmembrane protein 175) – білок, який кодується однойменним геном, розташованим у людей на 4-й хромосомі. Довжина поліпептидного ланцюга білка становить 504 амінокислот, а молекулярна маса — 55 615.
| 10         |  | 20         |  | 30         |  | 40         |  | 50         |
| ---------- |  | ---------- |  | ---------- |  | ---------- |  | ---------- |
| MSQPRTPEQA |  | LDTPGDCPPG |  | RRDEDAGEGI |  | QCSQRMLSFS |  | DALLSIIATV |
| MILPVTHTEI |  | SPEQQFDRSV |  | QRLLATRIAV |  | YLMTFLIVTV |  | AWAAHTRLFQ |
| VVGKTDDTLA |  | LLNLACMMTI |  | TFLPYTFSLM |  | VTFPDVPLGI |  | FLFCVCVIAI |
| GVVQALIVGY |  | AFHFPHLLSP |  | QIQRSAHRAL |  | YRRHVLGIVL |  | QGPALCFAAA |
| IFSLFFVPLS |  | YLLMVTVILL |  | PYVSKVTGWC |  | RDRLLGHREP |  | SAHPVEVFSF |
| DLHEPLSKER |  | VEAFSDGVYA |  | IVATLLILDI |  | CEDNVPDPKD |  | VKERFSGSLV |
| AALSATGPRF |  | LAYFGSFATV |  | GLLWFAHHSL |  | FLHVRKATRA |  | MGLLNTLSLA |
| FVGGLPLAYQ |  | QTSAFARQPR |  | DELERVRVSC |  | TIIFLASIFQ |  | LAMWTTALLH |
| QAETLQPSVW |  | FGGREHVLMF |  | AKLALYPCAS |  | LLAFASTCLL |  | SRFSVGIFHL |
| MQIAVPCAFL |  | LLRLLVGLAL |  | ATLRVLRGLA |  | RPEHPPPAPT |  | GQDDPQSQLL |
| PAPC       |  |            |  |            |  |            |  |            |

A: Аланін

C: Цистеїн

D: Аспарагінова кислота

E: Глутамінова кислота

F: Фенілаланін

G: Гліцин

H: Гістидин

I: Ізолейцин

K: Лізин

L: Лейцин

M: Метіонін

N: Аспарагін

P: Пролін

Q: Глутамін

R: Аргінін

S: Серин

T: Треонін

V: Валін

W: Триптофан

Кодований геном білок за функціями належить до іонних каналів, фосфопротеїнів. 
Задіяний у таких біологічних процесах, як транспорт іонів, транспорт, транспорт калію, альтернативний сплайсинг. 
Білок має сайт для зв'язування з калію. 
Локалізований у мембрані, лізосомі, ендосомах.